# 圣西吉斯蒙 (上萨瓦省)
圣西吉斯蒙（法語：Saint-Sigismond，法語發音：[sɛ̃ siʒismɔ̃] ⓘ）是法国上萨瓦省的一个市镇，位于该省中东部偏北，克吕斯市区东部的山上，属于博讷维尔区。

## 地理
圣西吉斯蒙（46°4'20"N, 6°36'52"E）面积7.92 平方千米，位于法国奥弗涅-罗讷-阿尔卑斯大区上萨瓦省，该省份为法国东部省份，历史上为薩伏依的一部分，北与瑞士接壤，西接安省，南至萨瓦省，东与瑞士和意大利接壤。
与圣西吉斯蒙接壤的市镇（或旧市镇、城区）包括：阿拉什-拉弗拉斯、沙蒂永叙克吕斯、克吕斯。
圣西吉斯蒙的时区为UTC+01:00、UTC+02:00（夏令时）。

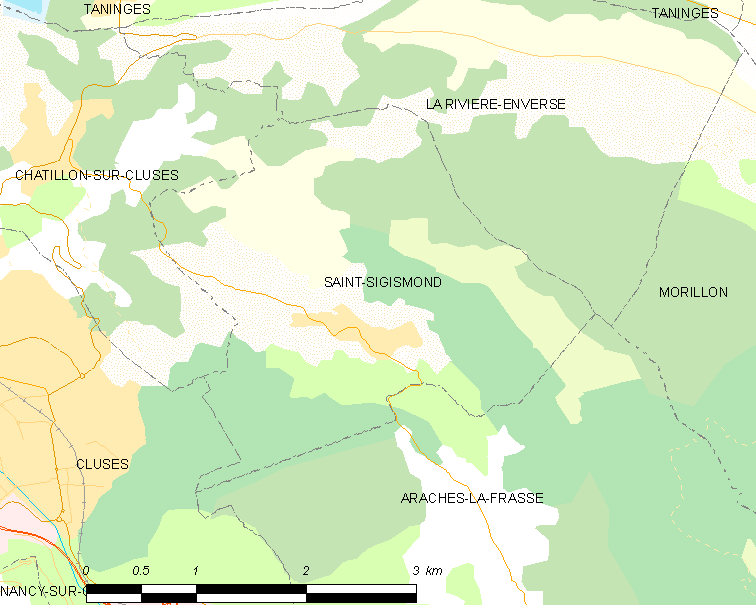
圣西吉斯蒙的OSM定位图

## 行政
圣西吉斯蒙的邮政编码为74300，INSEE市镇编码为74252。

## 政治
圣西吉斯蒙所属的省级选区为克吕斯县。

## 交通
上萨瓦省省道D6线和D26线经过圣西吉斯蒙境内。

## 人口

1962-2008年间圣西吉斯蒙人口变化图示

圣西吉斯蒙于2022年1月1日时的人口数量为649人。